# Canutillo (Santa Cruz)
Canutillo (Santa Cruz) es una localidad del municipio de Balancán ubicado en la subregión de los Ríos del estado mexicano de Tabasco.

## Geografía
La localidad se ubica a 17.0 kilómetros (en dirección este) de la localidad de Balancán de Domínguez, la cabecera y lugar más poblado del municipio. Se sitúa en las coordenadas geográficas 17°45′48″N 91°22′58″O / 17.763333, -91.382778, a una elevación de 24 metros sobre el nivel del mar.

## Demografía
Según el Conteo de Población y Vivienda 2020, efectuado por el Instituto Nacional de Estadística y Geografía, la localidad de Canutillo (Santa Cruz) tiene 21 habitantes, de los cuales 11 son del sexo masculino y 10 del sexo femenino. Su tasa de fecundidad es de 2.89 hijos por mujer y tiene 8 viviendas particulares habitadas.
| Gráfica de evolución demográfica de Canutillo (Santa Cruz) entre 1995 y 2020 |
|                                                                              |
| INEGI.                                                                       |